# Bret Harte, Kalifornien
Bret Harte är en ort (CDP) i Stanislaus County, i delstaten Kalifornien, USA. Enligt United States Census Bureau har orten en folkmängd på 5 152 invånare (2010) och en landarea på 1,4 km².